# Wolfgang Brüschke
Wolfgang Brüschke (* 22. November 1951 in Lüneburg) ist ein deutscher Brigadegeneral außer Dienst des Heeres der Bundeswehr und war zuletzt Befehlshaber im Wehrbereich I in Kiel.

## Leben
Brüschke absolvierte 1971 das Abitur und trat beim Panzerbataillon 83 in Lüneburg in die Bundeswehr ein. Bis 1982 hatte er Verwendungen als Zugführer, S2-Offizier (Militärisches Nachrichtenwesen) und Kompaniechef.
Von 1982 bis 1984 absolvierte Brüschke den 25. Generalstabslehrgang Heer an der Führungsakademie der Bundeswehr in Hamburg, wo er zum Offizier im Generalstabsdienst ausgebildet wurde. Danach war er von 1984 bis 1986 G3op und G2op im I. Korps in Münster, von 1986 bis 1989 G3 im Taktikzentrum des Heeres in Hannover und von 1989 bis 1991 Referent im Führungsstab des Heeres, Stabsabteilung I, Referat 1 im Bundesministerium der Verteidigung (BMVg) auf der Hardthöhe in Bonn. Anschließend war er von 1991 bis 1992 Bataillonskommandeur des Panzerbataillons 314 in Oldenburg, bevor er von 1992 bis 1994 Dozent für Truppenführung an der Führungsakademie der Bundeswehr in Hamburg wurde. Im Folgenden war er von 1994 bis 1995 Abteilungsleiter für Truppendienstliche Führung des Kommandos Luftbewegliche Kräfte/4. Division in Regensburg, von 1996 bis 2000 Referatsleiter im Führungsstab der Streitkräfte I 4 und I 3 (Innere Führung/Innere Soziale Lage der Streitkräfte) im BMVg in Bonn.
Brüschke war von 2000 bis 2002 Chef des Stabes des Wehrbereichskommandos VI bzw. des Wehrbereichskommandos IV/1. Gebirgsdivision in München, von 2002 bis 2005 Brigadekommandeur der Panzerbrigade 14 „Hessischer Löwe“ in Neustadt (Hessen). Ab dem 25. April 2005 war er Abteilungsleiter I und General Heeresentwicklung im Heeresamt in der Konrad-Adenauer-Kaserne in Köln, später stellvertretender Befehlshaber im Wehrbereich I in Kiel. und ab dem 27. Juni 2011 Befehlshaber im Wehrbereich I. Mit Ablauf des November 2013 wurde er in den Ruhestand versetzt.
Brüschke ist verheiratet und evangelisch.